# Kurt Fischer (Admiral)
Kurt Fischer (* 17. Januar 1937 in Bad Oldesloe; † 28. Juni 2021 in Jade) war ein deutscher Kapitän zur See und Flottillenadmiral sowie Leiter der Militärpolitischen Abteilung der Bundesrepublik Deutschland bei der NATO.

## Leben
Kurt Fischer war der Sohn des Ahrensburger Bürgermeisters Kurt Fischer (1910–1969) und legte sein Abitur 1957 an der Stormarnschule in Ahrensburg ab.
Im Jahre 1958 trat er als Offizieranwärter der Crew X/58 in die Bundesmarine ein. Dort absolvierte er eine Ausbildung zum Seeoffizier und Marineflieger. Von 1965 bis 1971 studierte er an den Universitäten in Kiel und in Hamburg Geschichte, Geographie und Politik (Abschluss: Promotion). Danach war er im Verteidigungsministerium (Hardthöhe in Bonn) tätig, von 1974 bis 1976 im Bundespresseamt und ab 1980 als Flottillenadmiral Leiter der militärpolitischen Abteilung der Bonner NATO-Botschaft in Brüssel. Gegen seine Beförderung gab es Widerstände, weil Fischer Mitglied der SPD war und im Oktober 1955 nach einem Streit mit seinem Vater für zwei Monate in die DDR übergesiedelt war. Der CDU-Politiker Manfred Wörner hielt ihn deswegen für ein Sicherheitsrisiko. In seiner letzten Verwendung war Fischer  Stabsabteilungsleiter I im Führungsstab der Marine im Bundesministerium der Verteidigung. Mit Ablauf des März 1993 wurde er in den Ruhestand versetzt.

## Privates
Fischer war evangelisch und verheiratet.

## Auszeichnungen
- 9. Juli 1980: Verdienstkreuz am Bande des Verdienstordens der Bundesrepublik Deutschland

## Schriften
- Wir brauchen den Atlantik: 100 Jahre Admiral Wolfgang Wegener. In: Marine-Forum. September/Oktober 1975. S. 256–260.